# Wsewolod Fjodorowitsch Jakowlew

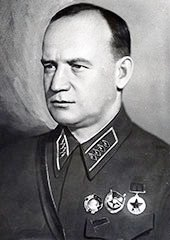
Wsewolod Fjodorowitsch Jakowlew

Wsewolod Fjodorowitsch Jakowlew (russisch Всеволод Фёдорович Яковлев, wiss. Transliteration Vsevolod Fjodorovič Jakovlev; * 4. Apriljul. / 16. April 1895greg. nahe Nowgorod; † 2. April 1974 in Moskau) war ein sowjetischer General.

## Leben
Jakowlew wurde 1895 in dem kleinen Dorf Okrojewo in der Provinz Nowgorod geboren. Er wurde im Februar 1915 zur Zaristischen Armee eingezogen und nahm im Ersten Weltkrieg an den Kämpfen im Südwesten teil. Im Jahr 1916 besuchte er die Offiziersausbildung und wurde danach als Kompanieführer eingesetzt. Bei Ausbruch der Oktoberrevolution hatte er den Rang eines Stabskapitäns erreicht.
Im Jahr 1918 trat Jakowlew in die Rote Armee und 1919 in die Kommunistische Partei Russlands (Bolschewiki), der späteren KPdSU, ein. Im folgenden Russischen Bürgerkrieg nahm er als Bataillons- und Regimentskommandeur an den Kämpfen im Süden und Westen des Landes teil sowie an der Niederschlagung von Unruhen in Sibirien.
Nach dem Bürgerkrieg diente Jakowlew weiterhin als Regimentskommandeur, aber auch als Kommissar und Befehlshaber verschiedener Schützendivisionen. In dieser Zeit erhielt er zudem weitergehende Ausbildungen. So besuchte er unter anderem 1930 die Militärpolitische Lenin-Akademie und 1934 die Frunse-Militärakademie. Im Jahr 1937 stieg Jakowlew zum Kommandeur des 19. Korps auf. Kurz darauf erreichte er auch die höchste militärische Führungsebene. Von Januar bis April 1938 befehligte er den Weissrussischen Militärbezirk, von April 1938 bis Oktober 1939 den Baikalischen Militärbezirk und danach den Kalininer Militärbezirk. Doch schon kurze Zeit später nahm er unter anderem als Befehlshaber der 7. Armee auch am Krieg gegen Finnland teil. Neben einer Beförderung zum General-Leutnant erhielt er 1940 den Posten des stellvertretenden Befehlshabers der Truppen des Besonderen Kiewer Militärbezirkes.

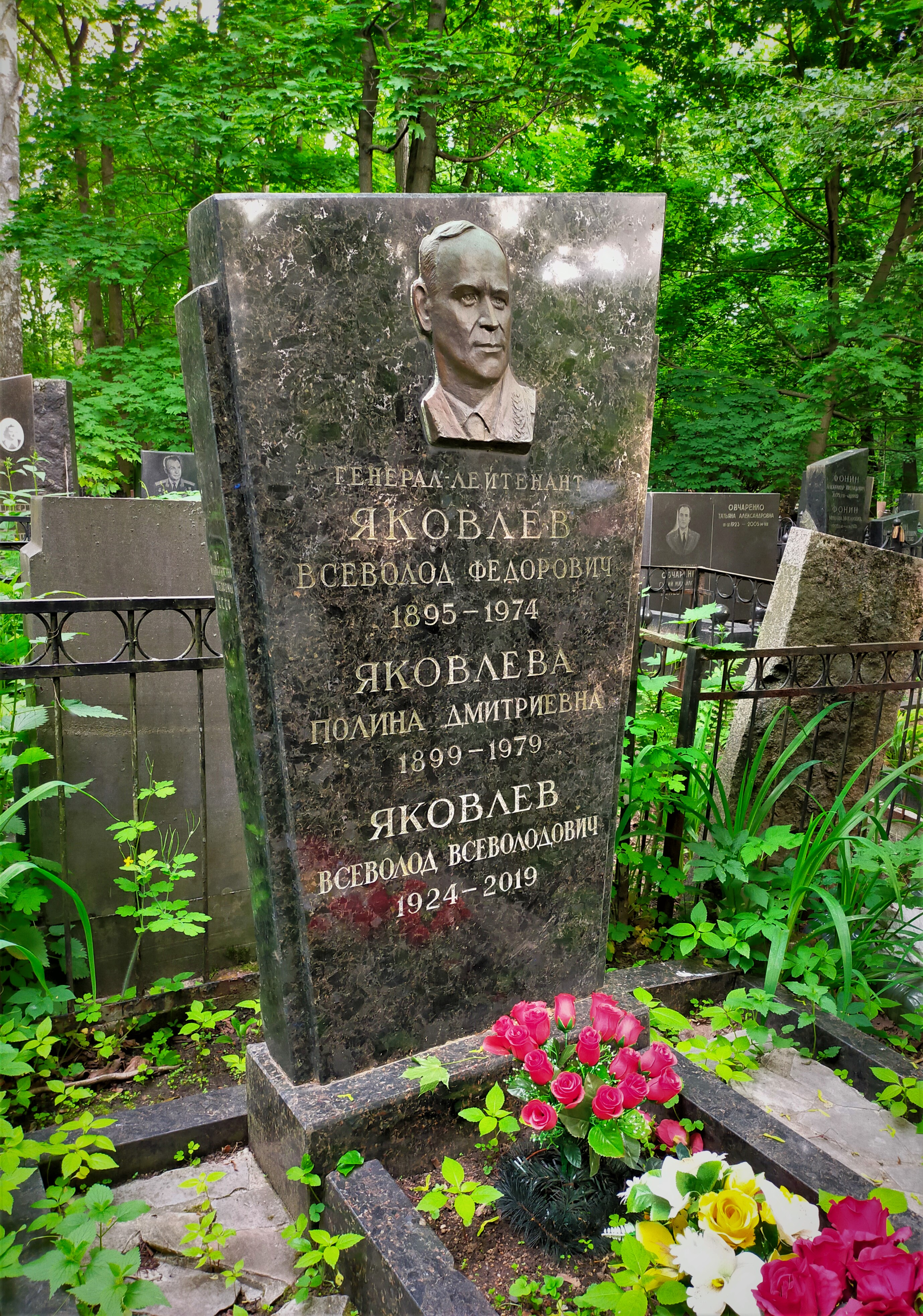
Grab Jakowlews

Bei Ausbruch des Deutsch-Sowjetischen Krieges ernannte man Jakowlew 1941 zum Befehlshaber im Hinterland der Südwestfront, später zu deren stellvertretendem Generalstabschef. Ende 1941 befehligte er vor Leningrad bis November 1941 die 4. Armee in der Schlacht um Tichwin. In dieser Schlacht wurde seine Armee zerschlagen und die Stadt Tichwin zunächst verloren. Der spätere Marschall der Sowjetunion K.A. Merezkow schrieb über ihn: „General Jakowlew war ein kämpferischer, erfahrener Truppenführer. In schwieriger Lage aber hatte er die Führung über die Armee verloren, worauf man ihn seines Postens enthob. Auf seine Bitte hin beließ man ihn als Stellvertreter des Armeeoberbefehlshabers bei der Armee als der er gleichzeitig die Südliche operative Gruppe führte.“
Im Januar 1942 erhielt Jakowlew das Kommando über die 52. Armee, mit der er an der Schlacht am Wolchow teilnahm. Als stellvertretender Befehlshaber der Steppenfront nahm er ab August 1943 auch an den Kämpfen im Raum Kursk teil, bevor er im Oktober des gleichen Jahres zum Befehlshaber des Weissrussischen Militärbezirkes ernannt wurde.
Nachdem Jakowlew 1946 noch als Befehlshaber der Stawropoler Militärbezirkes gedient hatte, schied er 1947 aus dem aktiven Dienst aus.